# Lebogang Moeng
Lebogang Moeng (ur. 10 października 1989) – południowoafrykański lekkoatleta, sprinter.

## Osiągnięcia
- złoty medalista mistrzostw RPA w biegu na 400 metrów (2011 & 2012)

## Rekordy życiowe
- Bieg na 200 metrów – 20,51 (2012)
- Bieg na 400 metrów – 45,47 (2011)